# Meinhard I. (Görz)

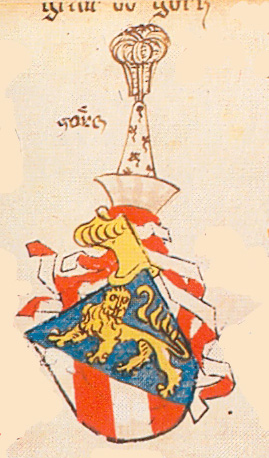
Wappen der Albertiner Linie, Grafen von Görz, im Ingeram-Codex, 1459

Meinhard I. (Geburtsdatum nicht belegbar; † 1142) aus dem Geschlecht der Meinhardiner war Vogt von Aquileia  und Graf (als Graf von Görz erst in seinem Todesjahr urkundlich genannt).

## Abstammung
Der Vater war nach Dopsch/Meyer  Meginhard / Meinhard III. aus dem oberen Lurngau um Lienz. Eine Urkunde des Patriarchats von Aquileia von ca. 1120/1121 beweist, dass Pfalzgraf Engelbert I. (von Bayern, † 13./15. Dezember ab 1122//23) sein Bruder war.
Wegen des hohen Altersunterschiedes von 15/20 Jahren wird vermutet, dass die beiden verschiedene Mütter haben. Für Meinhard wird dabei der Name Dietmut genannt.

## Leben
Meinhard erscheint erstmals 1120/21 in der unter Anm. 2 genannten Urkunde des Patriarchats von Aquileia, dessen Vogt er war. Da er um 1120 selbständig handelt, muss er mindestens 14 Jahre alt sein und spätestens 1106 oder früher geboren sein. Die bei Wiesflecker zum Juni 1117 angeführte Urkunde ist mit hoher Wahrscheinlichkeit eine Fälschung. In einer nicht datierten, ca. 1120 vermuteten Schenkung des Patriarchen Ulrich von Aquileia an eine Johanniskirche sind die Brüder Meinhard I. und Engelbert I. mit involviert. Im Jahr 1139 gibt es Beschwerden von Dörfern des Patriarchats wegen ungerechter und rücksichtsloser Steuereintreiber des Vogtes Meinhard. Im Januar 1142 ist Meinhard in Regensburg Zeuge für König Konrad III. 1142 (ca.) übergibt Meginhardus comes de Gorza im Sterben für das Kloster St. Peter in Salzburg drei Weinberge. Dies ist seine letzte Erwähnung, nach dem Nekrolog von Aquileia und Millstatt starb er am 14. September.

## Familie
Meinhards Frau war Elissa, eine Tochter von Graf Poto von Schwarzenburg in Bayern und dessen Frau Petrissa. Elissa wird in einer überlieferten Urkundenabschrift des Bischofs Reginmar von Passau ca. 1130 als Gräfin von Görz genannt. Sie ist spätestens 1103/1104 geboren und wird ca. 1155/1157 letztmals erwähnt. Die Zuordnung dieser Schwarzenburger ist unsicher, da weder von Elissas Eltern, noch von den in der teils verfälschten Urkundenüberlieferung genannten Brüdern eine weitere Quelle vorliegt. Elissa allein ist später nochmals belegt.
In den Quellen sind vier Kinder des Ehepaars erwähnt:
- Graf Engelbert II. von Görz, Vogt von Millstatt (erstmals genannt 1132 als Graf von Eberstein, † 13./16. Januar ca. 1189)
- Graf Heinrich I. (Görz), (erstmals genannt 1139, † 10./11. Oktober 1148/1149)
- Beatrix, Nonne im Kloster S. Maria in Aquileia, (genannt [1146 - 1161 Aug. 9], † 11. Dez. nach [1146 - 1161 nach Aug. 9])
- Tochter N. N. (* spätest. 1127/28, erwähnt ca. 1155/1157) ⚭ Edlen Otto II. von Lengenbach/Rehberg (1120, † 16. Mai ab 1161)